# 1925년 전국동계체육대회
1925년 전국동계체육대회는 1925년 1월 5일에 일제강점기 조선 경성부에서 개최된 전국동계체육대회이다. 1925년에 개최된 제1회 전조선빙상경기대회를 1925년 전국동계체육대회로 인정하고 있다. 제1회 전조선빙상경기대회가 1925년 1월 5일에 얼어붙은 한강에서 개최되면서 1925년 전국동계체육대회가 개최되었다.

## 대회 진행
1925년 전국동계체육대회는 스피드 스케이팅 종목만 진행되었으며 1925년 1월 5일 오후 1시부터 오후 5시까지 얼어붙은 한강에서 개최되었다. 자료에 따라 진행된 세부 종목의 수와 종류가 다르다. 대한체육회의 전국체육대회 전산 데이터베이스에 따르면 당시 12개 세부 종목으로 진행된 것으로 기록되어 있고, 당시 보도된 동아일보의 1925년 1월 7일자 기사에 따르면 장애물 경기와 계주 경기는 경찰의 제지로 진행되지 못한 채 14개 세부 종목으로 진행된 것으로 기록되어 있으며, 대한체육회 90년사에 따르면 학생부와 청년부 종목의 종류는 불분명한 채 9개 세부 종목으로 진행된 것으로 기록되어 있다. 이 대회에서 청년부에 출전한 평양의 박유돈이 800m, 1500m, 5000m 종목에서 각각 우승하며 3관광을 달성했다.
한편, 대회 당시 날씨가 포근하여 얼음이 두껍지 않아 많은 사람들이 몰리면 얼음이 깨져 위험할 수 있다는 판단으로 경찰이 대회 중지를 명했다. 하지만 조선체육회 측은 선수 63명만 얼음 위에 입장시킨다는 조건으로 경찰을 설득하여 대회를 진행했다. 대한체육회 90년사에 따르면 300m, 600m, 800m 계주 종목은 후진부 종목으로 진행되었다.

## 스피드스케이팅

### 청년부

#### 남자 100m
| 순위 | 선수   | 소속 | 기록 |
| ---- | ------ | ---- | ---- |
| 1    | 강봉삼 | 평양 | 12.0 |
| 2    | 김만덕 | 경성 | 불명 |

#### 남자 400m
| 순위 | 선수   | 소속 | 기록 |
| ---- | ------ | ---- | ---- |
| 1    | 강봉삼 | 평양 | 47.0 |
| 2    | 정원석 | 평양 | 불명 |

#### 남자 600m
| 순위 | 선수   | 소속 | 기록 |
| ---- | ------ | ---- | ---- |
| 1    | 정갑수 | 경성 | 1:42 |
| 2    | 고희서 | 경성 | 불명 |

#### 남자 800m
| 순위 | 선수   | 소속 | 기록   |
| ---- | ------ | ---- | ------ |
| 1    | 박유돈 | 평양 | 1:38   |
| 2    | 고희서 | 경성 | 1:48.0 |
| 불명 | 강기연 | 불명 | 불명   |

### 학생부

#### 남자 100m
| 순위 | 선수   | 소속 | 기록 |
| ---- | ------ | ---- | ---- |
| 1    | 유흥린 | 배재 | 13.1 |
| 2    | 이경구 | 기청 | 불명 |

#### 남자 300m
| 순위 | 선수   | 소속 | 기록 |
| ---- | ------ | ---- | ---- |
| 1    | 장지언 | 고예 | 49.0 |
| 2    | 정진원 | 보성 | 불명 |

#### 남자 400m
| 순위 | 선수   | 소속 | 기록 |
| ---- | ------ | ---- | ---- |
| 1    | 박유초 | 광성 | 47.0 |
| 2    | 이복남 | 양정 | 불명 |

#### 남자 600m
| 순위 | 선수   | 소속 | 기록   |
| ---- | ------ | ---- | ------ |
| 1    | 정진원 | 보성 | 1:40.0 |
| 2    | 장지언 | 고예 | 불명   |

#### 남자 800m
| 순위 | 선수   | 소속 | 기록   |
| ---- | ------ | ---- | ------ |
| 1    | 이복남 | 양정 | 1:45.0 |
| 2    | 박유초 | 광성 | 불명   |

#### 남자 1500m
| 순위 | 선수   | 소속 | 기록   |
| ---- | ------ | ---- | ------ |
| 1    | 이복남 | 양정 | 3:25.0 |
| 2    | 박유초 | 광성 | 불명   |

#### 남자 5000m
| 순위 | 선수   | 소속 | 기록   |
| ---- | ------ | ---- | ------ |
| 1    | 이복남 | 양정 | 14:1.1 |
| 2    | 박유초 | 광성 | 불명   |
| 3    | 정진원 | 보성 | 불명   |

#### 남자 800m 계주
| 순위 | 선수 | 소속             | 기록 |
| ---- | ---- | ---------------- | ---- |
| 1    | 불명 | 배재고등보통학교 | 불명 |

## 참고 문헌
- 대한체육회 (1990). 《대한체육회 70년사》.
- 대한체육회 (2011). 《대한체육회 90년사》.
- “제6회 전국동계체육대회 스피드스케이팅 경기 결과”. 대한체육회.